# Archiprezbiterat Albergaria-a-Velha
Archiprezbiterat Albergaria-a-Velha − jeden z 10 wikariatów diecezji Aveiro, składający się z 7 parafii:
- Parafia w Alquerubim
- Parafia w Angeja
- Parafia w Branca
- Parafia we Frossos
- Parafia w Ribeira de Fráguas
- Parafia w São João de Loure
- Parafia św. Eulalii w Vale-Maior